# مارسيلو كينيونيس
مارسيلو كينيونيس (بالإسبانية: Marcelo Quiñones) (مواليد 24 مايو 1949) هو ملاكم بيروفي، مثّل بلاده في الألعاب الأولمبية الصيفية 1968.

## روابط خارجية
مارسيلو كينيونيس على موقع بوكس ريك (الإنجليزية) (registration required)
- مارسيلو كينيونيس على موقع أوليمبيديا (الإنجليزية)